# Cyphocarpa trichinoides
Cyphocarpa trichinoides är en amarantväxtart som först beskrevs av Edward Fenzl, och fick sitt nu gällande namn av Lopr.. Cyphocarpa trichinoides ingår i släktet Cyphocarpa, och familjen amarantväxter. Inga underarter finns listade i Catalogue of Life.